# Dicranomyia violovitshi
Dicranomyia violovitshi là một loài ruồi trong họ Limoniidae. Chúng phân bố ở miền Cổ bắc.